# Келлі (сумка)

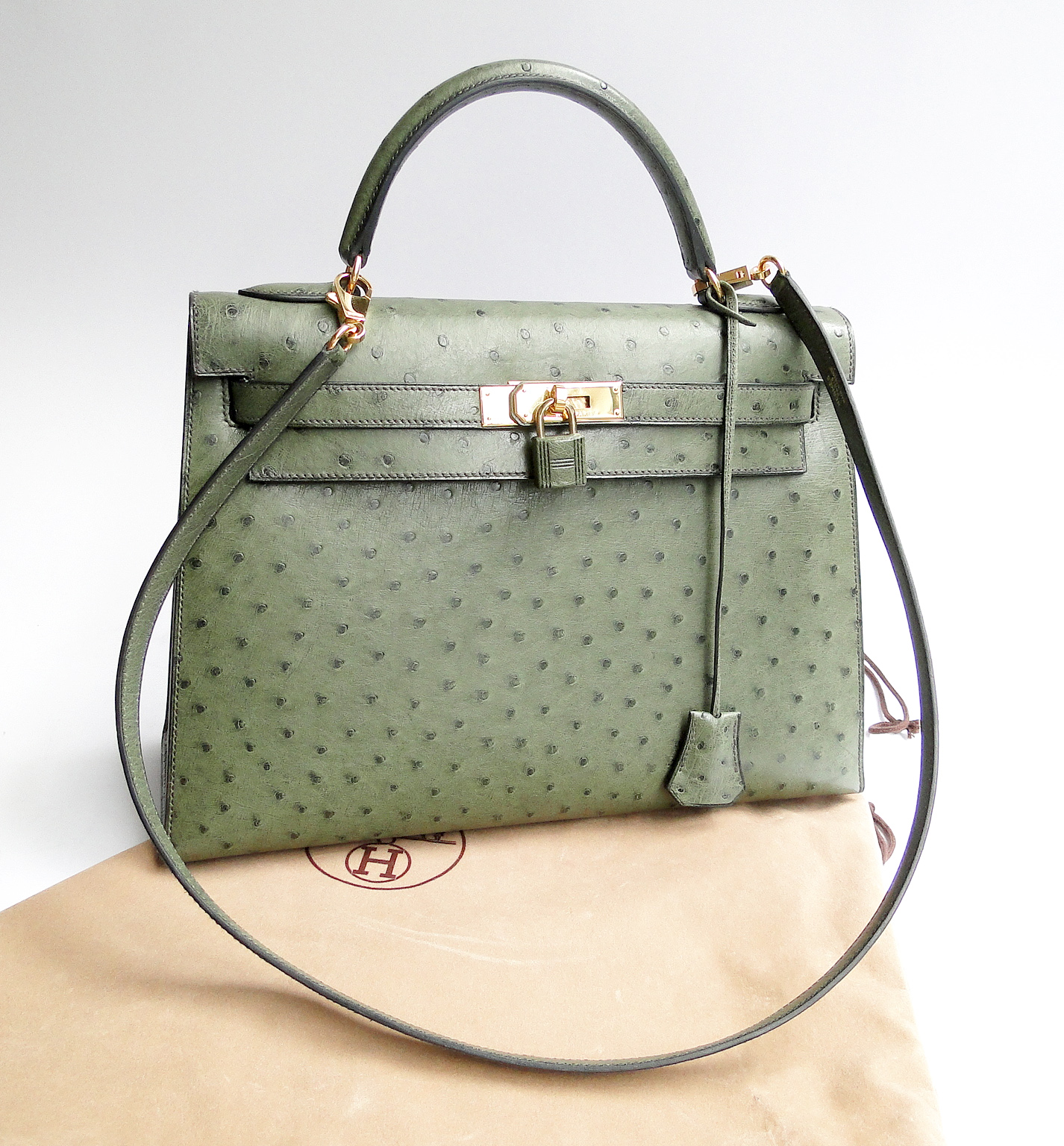
Сумка Келлі

«Келлі» (англ. Kelly bag, раніше відома як Sac à dépêches) — шкіряна сумка, розроблена паризьким виробником високоякісних дорогих шкіряних виробів Hermès. Спочатку вона створювалася як сумка для перенесення сідла. Після значної зміни дизайну сумка з'явилася у продажу та здобула популярність завдяки американській актрисі й княгині Монако Грейс Келлі, на честь якої й була названа. Нині сумка Келлі є дорогим аксесуаром та символом статусу.

## Дизайн
Сумка Келлі має форму трапеції й оснащена двома ременями. Вона може стояти на підлозі завдяки товстому дну, виготовленому з трьох шарів шкіри та чотирьом спеціальним круглим ніжкам. Сумка доступна у восьми розмірах, від 15 сантиметрів (5,9 дюйма) до 50 сантиметрів (20 дюймів). Замок, ключі та аксесуари виготовляються з білого або жовтого золота.
Сумка Келлі виготовляється вручну, і для створення однієї сумки потрібно від 18 до 25 годин роботи. Кожну сумку виготовляє один майстер. Це обумовлює дуже високі роздрібні ціни. У 2016 році ціни на сумку Келлі варіювалися від 10 000 до 12 000 доларів США.

## Історія
Прототипом сумки Келлі була велика сумка для зберігання та перенесення кінських сідел, яка з'явилася у продажу близько 1892 року. Ця сумка мала французьку назву Haut à courroies («висока з ременями») через довгі ручки. У 1923 році Еміль-Моріс Ермес та Етторе Бугатті розробили на основі Haut à courroies сумку для дружини Ермеса, Жулі. Нова сумка мала проходити крізь двері автомобіля, щоб вершник міг розмістити сідло свого коня у машині. У 1930-х роках зять Ермеса, Робер Дюма, переробив цю сумку для перенесення сідла у містку дорожню сумку, яку назвали Sac à dépêches («Поштова сумка»). Цей дизайн контрастував із тогочасними тенденціями зменшення розмірів жіночих сумочок. З часом «Поштова сумка» виправдала свою назву, поступово набуваючи жорсткої та квадратної форми.

## Асоціація з Грейс Келлі

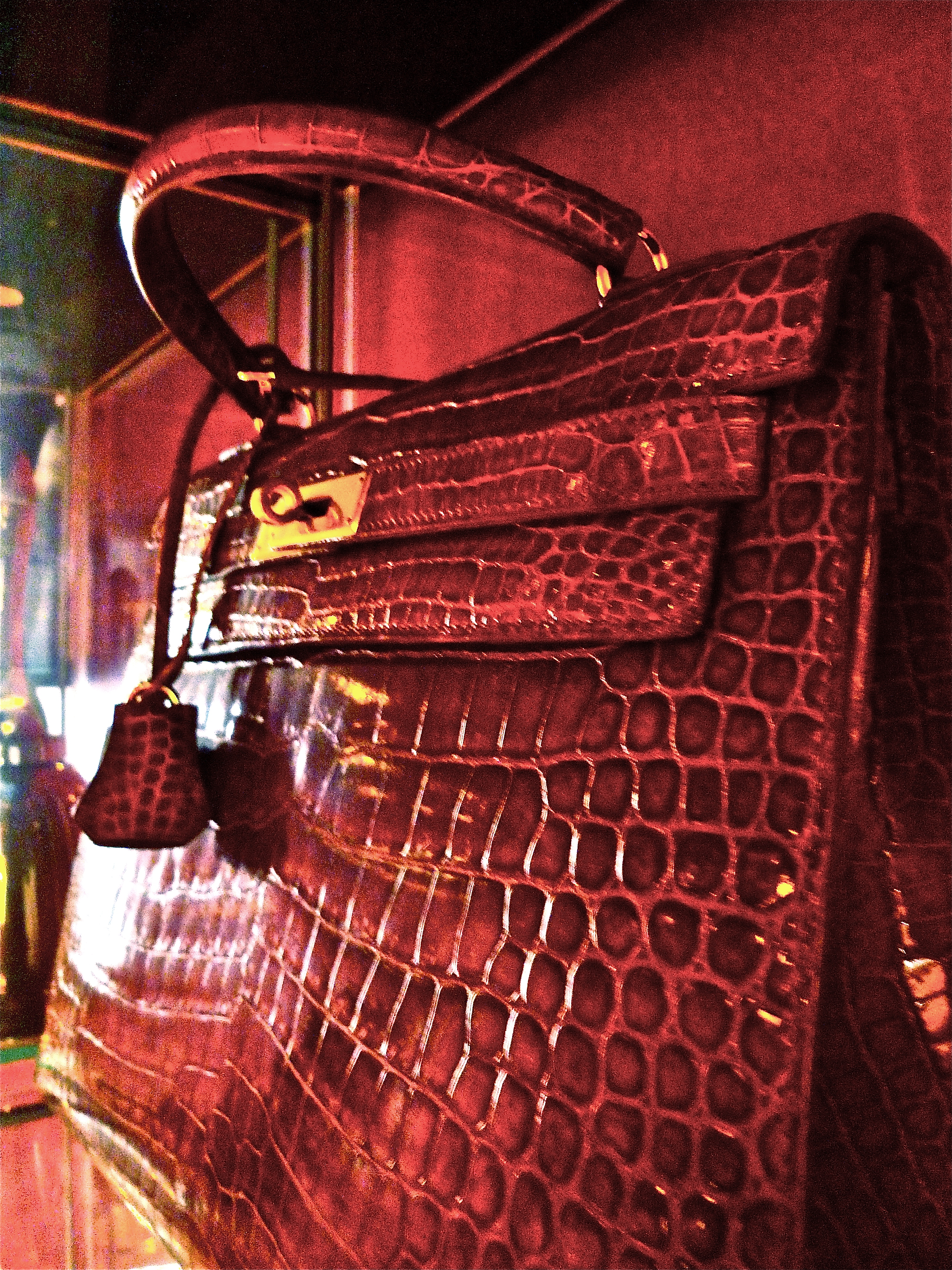
Сумка Келлі з червоної крокодилячої шкіри

Своєю першою появою на екрані сумка Sac à dépêches завдячує Альфреду Хічкоку. У 1954 році він дозволив художниці з костюмів Едіт Гед придбати аксесуари від Hermès для фільму «Спіймати злодія». У головній ролі знялася Грейс Келлі, яка, за словами Гед, «закохалася» в цю сумку. Упродовж кількох місяців після її шлюбу з князем Монако Реньє III у 1956 році вагітна княгиня фотографувалася з великою сумкою, щоб приховати свій животик від папараці. Ця фотографія з'явилася в журналі Life. Грейс Келлі, яка на той час була іконою стилю та в центрі уваги світової преси, зробила цю сумку неймовірно популярною. Сумка отримала назву «Келлі», хоча офіційно її так почали називати лише у 1977 році.
Сумка, яка стала відомою завдяки Грейс Келлі, була знайдена в архівах княжого двору Монако та представлена у Музеї Вікторії та Альберта в квітні 2010 року разом з іншими відомими предметами гардеробу княгині Грейс. На виставці демонструвалися потертості й плями на сумці, адже Грейс Келлі дбайливо ставилася до речей і носила улюблені аксесуари багато років. Компанія Hermès нині виробляє сумки 32 різних стилів, проте сумка Келлі залишається однією з найпопулярніших. Вона є дорогим аксесуаром і символом статусу.